# Baree, Son of Kazan
Baree, Son of Kazan er en amerikansk stumfilm fra 1925 instrueret af David Smith.

## Medvirkende
- Anita Stewart som Nepeese
- Donald Keith som Jim Carvel
- Jack Curtis som Bush McTaggart
- Joe Rickson som Pierre Eustach